# Elizabeth Perkins
Elizabeth Ann Perkins (New York, 18 novembre 1960) è un'attrice statunitense.

## Biografia
Nata nel Queens a New York, figlia di Jo Williams e di James Perkins, ha origini greche: infatti i nonni paterni erano due immigrati greci che cambiarono il loro cognome da Pisperikos a Perkins. È cresciuta nel Vermont, dove i genitori divorziano quando lei ha 3 anni. Dopo gli studi, trascorre tre anni a Chicago, dove studia alla Goodman School of Drama.
Nel 1984 fa il suo debutto in teatro con una commedia di Neil Simon, successivamente continua a lavorare in teatro per diverse compagnie.
Il suo debutto cinematografico risale al 1986 nel film di Edward Zwick A proposito della notte scorsa..., nel 1988 è co-protagonista al fianco di Tom Hanks nella commedia Big. Negli anni seguenti recita nel film di Barry Levinson Avalon e in Un medico, un uomo con William Hurt.
Nel 1994 lavora in Miracolo nella 34ª strada e si ritaglia un piccolo ruolo in Pazzi in Alabama, esordio alla regia di Antonio Banderas. Attiva anche nel campo televisivo, lavora nei film per la televisione Moonlight & Valentino e Women.
Nel 2003 doppia il personaggio di Coral nel film d'animazione Alla ricerca di Nemo, poi nel 2004, ottiene una parte nel film tv Speak - Le parole non dette a fianco di Kristen Stewart, mentre nel 2005 recita nell'horror The Ring 2 e nella commedia romantica Partnerperfetto.com. Recita nel ruolo di Celia Hodes nella serie tv Weeds.

## Vita privata
Dal 1984 al 1988 è stata sposata con l'attore Terry Kinney. 
Nel 1991 ha avuto una figlia, Hannah Jo, nata dalla sua relazione con il regista Maurice Phillips. 
Dal 2000 è sposata con il direttore della fotografia di origine argentina Julio Macat.

## Filmografia

### Cinema
- A proposito della notte scorsa... (About Last Night), regia di Edward Zwick (1986)
- Colpo di scena (From the Hip), regia di Bob Clark (1987)
- Big, regia di Penny Marshall (1988)
- Ancora insieme (Sweet Hearts Dance), regia di Robert Greenwald (1988)
- Un amore passeggero (Love at Large), regia di Alan Rudolph (1990)
- Avalon, regia di Barry Levinson (1990)
- Dice lui, dice lei (He Said, She Said), regia di Ken Kwapis e Marisa Silver (1991)
- Un medico, un uomo (The Doctor), regia di Randa Haines (1991)
- Ritorno a Tamakwa - Un'estate indiana (Indian Summer), regia di Mike Binder (1993)
- I Flintstones (The Flinstones Movie), regia di Brian Levant (1994)
- Miracolo nella 34ª strada (Miracle on 34th Street), regia di Les Mayfield (1994)
- Moonlight & Valentino (Moonlight and Valentino), regia di David Anspaugh (1995)
- Lesser Prophets, regia di William DeVizia (1997)
- Pazzi in Alabama (Crazy in Alabama), regia di Antonio Banderas (1999)
- 28 giorni (28 Days), regia di Betty Thomas (2000)
- Come cani e gatti (Cats & Dogs), regia di Lawrence Guterman (2001)
- Tutto quello che voglio (All I Want), regia di Jeffrey Porter (2002)
- Speak - Le parole non dette (Speak), regia di Jessica Sharzer (2004)
- The Ring 2, regia di Hideo Nakata (2005)
- Ricomincio da me (The Thing About My Folks), regia di Raymond De Felitta (2005)
- Partnerperfetto.com (Must Love Dogs), regia di Gary David Goldberg (2005)
- Gioventù violata (Fierce People), regia di Griffin Dunne (2005)
- Hop, regia di Tim Hill (2011)
- Ghostbusters, regia di Paul Feig (2016)
- Un altro piccolo favore (Another Simple Favor), regia di Paul Feig (2025)

### Televisione
- Dalla Terra alla Luna (From the Earth to the Moon) – miniserie TV, puntata 1x11 (1998)
- Women (If These Walls Could Talk 2), regia di Jane Anderson, Martha Coolidge e Anne Heche – film TV (2000)
- Hercules – miniserie TV (2005)
- Weeds – serie TV, 63 episodi (2005-2009)
- Detective Monk – serie TV, episodio 8x01 (2009)
- The Closer – serie TV, episodio 7x14 (2011)
- Ricomincio... dai miei (How to Live with Your Parents For the Rest of Your Life) – serie TV, 13 episodi (2013)
- Le regole del delitto perfetto (How to Get Away with Murder) – serie TV, episodio 1x04 (2014)
- Curb Your Enthusiasm – serie TV, episodi 9x06 e 9x08 (2017)
- GLOW – serie TV, episodi 1x09-3x07 (2017, 2019)
- This Is Us – serie TV, 6 episodi (2017-2022)
- Sharp Objects, regia di Jean-Marc Vallée – miniserie TV (2018)
- Corporate – serie TV, episodio 2x05 (2019)
- Truth Be Told – serie TV, 8 episodi (2019-2020)
- Barry – serie TV, episodi 3x01-3x04-3x05 (2022)
- Afterparty – serie TV, 10 episodi (2023)
- The Morning Show – serie TV, episodio 3x09 (2023)

### Doppiatrice
- Alla ricerca di Nemo (Finding Nemo), regia di Andrew Stanton (2003)
- My Little Pony: una nuova generazione (My Little Pony: A New Generation), regia di Robert Cullen e José L. Ucha (2021)
- Spider-Man: Across the Spider-Verse, regia di Joaquim Dos Santos, Kemp Powers e Justin Thompson (2023)

## Doppiatrici italiane
Nelle versioni in italiano dei suoi lavori, Elizabeth Perkins è stata doppiato da:
- Anna Rita Pasanisi in A proposito della notte scorsa, Tutto quello che voglio, Hop, Ricomincio... dai miei
- Rossella Izzo in Miracolo nella 34ª strada, The Closer, Barry
- Silvia Pepitoni in Un amore passeggero, Un medico, un uomo
- Anna Cesareni in Partnerperfetto.com, Sharp Objects
- Laura Boccanera in Truth Be Told, Moonlight & Valentino
- Roberta Pellini in Dice lui, dice lei
- Antonella Rinaldi in Ricomincio da me
- Gabriella Borri in The Ring 2
- Tiziana Avarista ne I Flintstones
- Roberta Greganti in Hercules
- Irene Di Valmo in Dalla Terra alla Luna
- Susanna Javicoli in Big
- Pinella Dragani in Come cani e gatti
- Paila Pavese in 28 giorni
- Serena Verdirosi in Cloned
- Stefanella Marrama in Ritorno a Tamakwa - Un'estate indiana
- Cristina Boraschi in Avalon
- Chiara Salerno ne Le regole del delitto perfetto

Da doppiatrice è sostituita da
- Roberta Pellini ne Alla ricerca di Nemo
- Cinzia Massironi in My Little Pony: una nuova generazione